# Vendsyssel
Vendsyssel, en egn/syssel i Nordjylland, udgør med sine ca. 3000 km² størstedelen af Nørrejyske Ø mellem Skagerrak og Kattegat. Egnen adskilles mod vest fra Han Herred ved en linje fra Tranum Klitplantage mod sydøst gennem Ulvedyb. Vendsyssel adskilles mod syd fra Nørrejylland af Limfjorden og mod vest af de inkluderede sogne Hune, Jetsmark, Vedsted og Gjøl.
Vestkysten præges af sandstrand med en bagvedliggende klint; dog når istidsaflejringerne visse steder, f.eks. ved Lønstrup og Hirtshals helt frem til havstokken. Siden 1930'erne er den forhen meget øde klitzone blevet bebygget med store sommerhusområder som f.eks. ved Blokhus og Løkken. Skagens Odde med den store vandreklit Råbjerg Mile er et marint klitlandskab i særklasse. Østkysten syd for Frederikshavn kendetegnes ved et lavt og smalt klitbælte, en del strandenge, hvis afgrænsning mod havet, som f.eks. ved Asaa, består af smalle laguner bag sandbarrierer. Vendsyssels sydlige del består af vide sletter dannet af Litorinahavet; sletterne omkranser flere isolerede bakkepartier med istidsaflejringer. På sletterne er der siden jernalderen dannet moser, hvoraf den største er højmosen Store Vildmose. Egnens centrale dele udgøres af morænebakker med randmorænen Jyske Ås som den mest markante. Denne omgives af yoldiaflader, som er marine aflejringer fra slutningen af sidste istid. Under den landhævning, som har fundet sted siden istiden, har lange, vandrige åer såsom Uggerby Å og Voers Å eroderet sig ned i terrænet.
Især ved overgangen mellem terrænelementerne findes mange gamle gårdbebyggelser; enkeltgårde har været hyppigere i Vendsyssel end i det øvrige Danmark.
I landsdelen tales endnu sine steder dialekten vendelbomål
Vendsyssel er inddelt i seks herreder:
- Horns Herred
- Vennebjerg Herred
- Børglum Herred
- Dronninglund Herred
- Kær Herred
- Hvetbo Herred

## Etymologi
Vendsyssel kaldes hos Adam af Bremen (ca. 1075) Wendila, hos Ælnoth (ca. 1100) Wendel, i den islandske litteratur Vendill. Afledt heraf er folkenavnet wændlar, vendelboer, som også indgår i sysselnavnet. I Kong Valdemars Jordebog (ca. 1231) Wændlesysæl, Wendelsysel, Wændil, som er afledt af roden i verbet vende. Antagelig oprindelig navnet på Limfjorden (den snoede) og derefter navn på landskabet nordfor. Vendsyssel har i ældre tid været kaldt Vindland/Vendland.

## Historie
Under istiden for ca. 18000 år siden var Vendsyssel fuldstændig dækket af is. Isen trykkede landet dybt ned og da den trak sig tilbage løftede landet sig hurtigere end vandet kunne stige. I en periode var Jylland faktisk landfast med England, i denne tid begyndte der at bo mennesker i området. Men først var der også en periode hvor der kun var en række øer der stak op. I stenalderen stod vandet igen højere og gjorde Vendsyssel til et antal øer. Stenalderhavet stod ca. 13 meter højere end nutidens hav og derfor finder vi lidt inde i landet de såkaldte stenalderklitter som en hævelse i landskabet i en overskuelig afstand fra den nuværende kyst.

### Sandflugt
Sandflugt har præget det vestlige Vendsyssel og gjort det svært at dyrke afgrøder i jorden. Sandmiler kunne bevæge sig flere kilometer ind i landet og tvinge folk til at forlade deres huse fordi markerne ikke kunne dyrkes mere. I dag findes Råbjerg Mile som en sådan sandørken man har fredet. Rubjerg Knude er et andet eksempel på sandflugtens kræfter. Fordi man har sat fyrretræsgrene i klitterne har sandet lejret sig og samlet sig og skabt en kæmpe bakke der til sidst gjorde at Rubjerg Fyr blev ubrugeligt.
Sandflugten har man forsøgt at stoppe via lovgivningen idet man forbød at fjerne klitplanter siden 1532, dog uden held. I 1792 kom en forordning om sandflugt, der ændrede indsatsen fra passivt forbud til aktiv bekæmpelse af sandflugten ved at plante marehalm.

### De første kilder
1075 skrev Adam af Bremen som følger om Jylland og Vendsyssel:
"Danernes land er næsten helt og holdent udstykket i øer. Den første del af Danmark, som hedder Jylland, strækker sig fra Ejderen i længderetning mod nord og måler 3 dagsrejser, hvis man drejer af til Fyn; men hvis man tilbagelægger vejen fra Slesvig til Ålborg i lige linje, så har man 5 eller 7 dagsrejser. Det er Kejser Ottos Vej lige op til Vendsyssel og det yderste hav. Jyllands bredde er temmelig stor ved Ejderen, men derfra indsnævres det lidt efter lidt ligesom en tunge til den spids, der hedder Vendsyssel; dér ender Jylland. Derfra er den korteste overfart til Norge. Vel vrimler enhver egn i Germanien skrækkelig af dybe skove, men Jylland er dog endnu mere skrækindjagende end andre egne, og det skys til lands på grund af manglen på afgrøde, til vands på grund af sørøvernes angreb. Det befindes knap dyrket på noget sted og er knap egnet til menneskelig bosættelse. Hvor derimod havarme skærer sig ind dér rummer det meget store byer. [...]" 

### Knud den Hellige
Det var i 1085. Da Knud den Hellige ville holde krig mod England samlede han en kæmpe hær i Vestervig i Limfjorden. Han svigtede totalt hæren ved ikke at møde op så slaget kunne igangsættes. Dette var den sidste overtrædelse af traditionerne danskerne kunne tolerere. Efter at have sendt hæren hjem tog han til Børglum Kloster der var hans kongsgård i Vendsyssel. Vendelboerne skal have startet det oprør der endte med hans død ved alteret i en kirke i Odense i 1086.

### Opdeling
I den ældste tid synes betegnelsen Vendsyssel at have været brugt om hele landskabet nord for Limfjorden. Sysseltinget var i Hjørring. Da Kong Valdemars Jordebog blev til i 1231, omfattede syslet det gamle Hjørring Amt undtagen Øster Han Herred, der hørte under Thysyssel, samt Kær Herred. Ved middelalderens slutning var det senere amt fordelt på følgende større len: Han herred, Aalborghus med Horns og Hvetbo herreder, Åstrup med Vennebjerg og Jerslev, Sejlstrup med Børglum herred. Indtil 1660 skete en del forandringer. Horns herred var selvstændigt 1560-63, men kom da atter under Aalborghus, hvortil også Han herred blev lagt 1602. Efter 1660 var området fordelt på Aalborghus, Åstrup og Sejlstrup amter, samt Børglum amt, således at lensinddelingen i det store hele blev bevaret. Åstrup og Sejlstrup amter blev lagt sammen med Børglum amt 1671, og fra 1714 havde disse samme amtmand som Aalborghus amt. 4. september 1793 oprettedes Hjørring Amt, som kom til at omfatte alle herreder i Vendsyssel på nær Kær herred, Øster Han herred samt Læsø, som på grund af sit tilhørsforhold til biskoppen i Viborg var blevet lagt ind under amtmanden på Hald. I gejstlig henseende lå øen under Viborg bispedømme indtil 1844, da den blev lagt ind under Aalborg Stift, hvortil også hele den øvrige del af amtet hørte fra gammel tid.
I den såkaldte guldalder begyndte kunstnere fra hele Skandinavien at besøge kunstnerkolonier i Vendsyssel, især Skagen.

### Bondeoprøret 1534
I 1534 startede bønderne i Vendsyssel under ledelse af Skipper Clement et oprør mod adelen under Grevens fejde. Stygge Krumpen der var biskop af Børglum (eller: Vendsyssel) stift flygtede sammen med sin elskerinde Elisabeth Gyldenstjerne. Hans morbror Niels Stygge havde erhvervet Voergaard som Stygge overtog i 1519 hvor han blev biskop. Han havde opført en borg på den gamle gårds fundamenter. Voergaard blev brændt og ødelagt af bondehæren. Erik Eriksen Banner fra Kokkedal, Asdal og Høgholt blev adelens hovedanfører i Jylland, efter et slag hvor adelen tabte i Slaget ved Svenstrup, organiserede han en modstand ved Gudenåen og kunne vente her mens Rantzau hentede en hær. Oprøret fortsatte sydpå til Varde. Oprøret blev slået ned og Skipper Clement halshugget i Viborg i 1536. I 1536 blev Peder Ebbesen Galt sammen med Erik Banner beordret til at indtage bispegårdene i Vendsyssel og Viborg Stifter og at fængsle biskopperne Stygge Krumpen og Jørgen Friis. Friis blev taget til fange og først sat fri, da han 9. august 1538 havde erklæret at ville finde sig i den nye tilstand. Han var i 1542 en af de kommissærer, der takserede det bøndergods i Vendelbo Stift, som bønderne fra fradømt som følge af oprøret under Skipper Clement. Fra 1540 var han blevet forlenet med Vrejlev Kloster og noget bispegods. Stygge Krumpen blev frigivet juni 1542 som den sidste af de fængslede bisper efter reformationen. Vendelboerne blev altså straffet hårdt for deres oprør, efter oprydningen var der næsten ingen selvejerbønder tilbage i Vendsyssel.

### Slaget i Sundby
Under svenskekrigene i 1643 var der igen krig. Svenskerne angreb Danmark fra henholdsvis Tyskland og Skåne. Der var ingen krigserklæring givet og Jylland blev derfor hurtigt indtaget da man ikke var klar til krig. Det sidste der skulle indtages af Jylland var som det er naturligt Vendsyssel. Her havde man samlet en hær af utrænede vendelboer, hvoraf en af lederne var bonden Lars Dyrskjøt som var 84 år. Han døde under slaget sammen med 600-700 mand der blev slagtet af erfarne soldater i Nørresundby. Svenskerne kom gående/ridende over isen på Limfjorden ledet af general Wrangel. Omkring 95% af bønderne i bondehæren døde eksemplificeret af at der ud af de 30 der startede ud fra Hjørring kun var 2 der overlevede.
Forinden havde svenskerne indtaget skansen i Hals og de havde hørt at bondehæren i Nørresundby havde planer om at angribe svenskernes position på Hals Skanse.

### Grønlandshandel og Hjallerup marked
Jacob Sewerin fra Sæby fik i en periode monopol på Grønlandshandelen i perioden 1733 til 1753. Han havde overtaget forretningen efter en islandsk købmand i Sæby. I Hals anlagde han en vinterhavn for sine skibe, i Hjallerup startede han et marked, og han boede ellers til sin død på Dronninglund Slot.

### Skudehandel
Vendsyssel ligger tæt på Norge. Siden vikingetiden har folk på vestkysten i Vendsyssel rejst over og udvekslet værdier. I 1600-og 1700-tallet blev denne skudehandel ret stor til dels fordi den kunne unddrage sig forskellige skatter men også i forbindelse med at danskerne havde store rettigheder i Norge idet riget Danmark-Norge regeredes fra København.

### Industrialiseringen
Vendsysselbanen blev taget i brug i 1871 og kom til at betyde meget for udviklingen.
Vendsyssel Tidende var en dansk avis, der blev udgivet i Hjørring fra 1873 til 1999 hvor den blev lagt sammen med bl.a. Aalborg Stiftstidende og Frederikshavns Avis til det, der i dag hedder Nordjyske Stiftstidende.

### Vendelboer
- Poul Erik Krogen
- Niels Hausgaard
- Thorkild Simonsen
- Poul Anker Bech